# José Dupuis
Joseph-Lambert Dupuis, conegut amb el nom artístic de José Dupuis (Lieja, Bèlgica, 18 de març de 1833 - Nogent-sur-Marne, França, 9 de maig del 1900) fou un cantant i actor d'opereta belga de gran renom. Es va dedicar principalment a l'opéra-bouffe a París, especialment al Théâtre des Variétés.

## Biografia

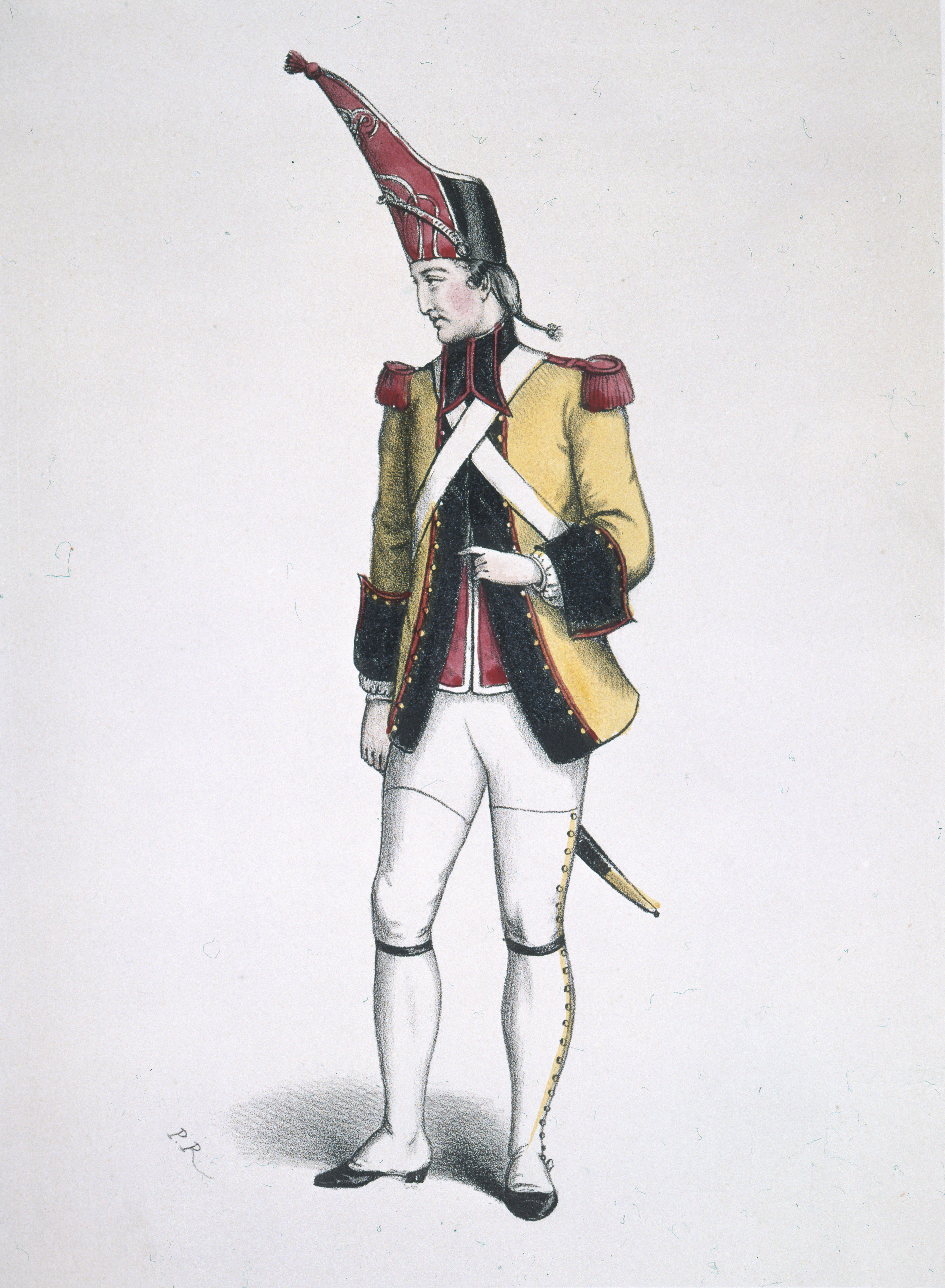
Françoise Foliot - Dupuis en el rol de Fritz

Des de molt jove va estudiar música i tocava admirablement el cornetí de pistó. Sentint vocació pel teatre, s'incorporà a una companyia de còmics que treballava per les províncies, i més tard va poder contractar-se en un petit teatre nomenat de les Folies Nouvelles, on adquirí notorietat cantant operetes d'Hervé, Pilati, Laurent de Rillé, etc.
Passats alguns anys entrà en les Varietés, arribant a ser l'intèrpret favorit de les obres de Jacques Offenbach que li valgueren una gran reputació com a actor i com a cantant còmic.
Creà diversos caràcters, com a Barba Blava, La bella Elena, La gran duquessa, etc.